# 香港裁縫
香港的裁縫享譽國際，每年不少遊客都會前來度身訂做西裝，當中不乏外國政要及名人，包括：查理斯王子、比爾·克林頓、小布殊、戴卓爾夫人、貝理雅、鮑勃·霍克、奇雲·史柏西、波里斯·碧加、大衛·寶兒、李察·基爾、米高·積遜等等。
部分裁縫更加提供24小時內出貨的服務，亦有香港裁縫帶同布料樣本飛到外地為客戶度身，並將完成的西裝以郵遞型式寄到顧客的住址。

## 革沿
香港的裁縫行業可以追溯至20世紀初期的上海，當時有一班裁縫專門為旅居當地各租界的外籍人士縫製西裝。國共內戰時期，大批師傅南下，帶同他們的技術走難來到香港。裁縫師傅當中亦有印度裔人士，香港印度裔商人夏利萊亦曾經經營裁縫店。
時至1960年代，香港裁縫業的規模已經超過英國薩佛街（當時世界公認定制西裝的龍頭）。儘管現成的西裝於1970及80年代開始普及，香港在遊客心目中的地位依然不變。